# Schamanismus in Japan
Als japanischer Schamanismus werden zusammenfassend mehrere ethnisch-religiöse Traditionen auf den japanischen Inseln bezeichnet: Unterschieden wird zwischen dem Schamanismus im Nordosten Japans, dem im Süden (Okinawa, Amami, Ryukyu) und dem Ainu-Schamanismus auf Hokkaido. Letzterer steht dem Schamanismus sibirischen Typs näher (dem Komplexschamanismus nach dem deutschen Ethnologen Klaus E. Müller); demgegenüber steht der Schamanismus in Zentraljapan und im Süden im buddhistisch-daoistischen Einflussbereich. Bei ihm handelt es sich nach Müllers Klassifikation um Besessenheitsschamanismus. In ganz Japan sind Schamanen überwiegend weiblich; oft ist die schamanische Person mit einem körperlichen Mangel behaftet (am häufigsten Blindheit). Zu den Wirkungsbereichen der japanischen Schamanen gehören vor allem die Heilung von Krankheiten, die Kommunikation mit Geistern und die Wahrsagerei. Die Art und Weise der Ausübung kann von Region zu Region Unterschiede aufweisen.

## Schamanismus in der japanischen Mythologie

### Amenouzume
Die Fruchtbarkeitsgöttin Amenouzume (ungefähr: „das abschreckende Weib des Himmels“) ist bekannt für ihren schamanischen Tanz vor einer Felsenhöhle, in der sich die Sonnengöttin Amaterasu versteckte. Bei ihrem Tanz, besessen durch einen Geist, entblößte sie ihre Brüste und ihr Geschlechtsorgan; das brachte die um die Höhle versammelten Götter zu lautem Lachen. Dies wiederum erregte die Neugierde von Amaterasu, die schließlich aus der Höhle herauskam und die Welt wieder mit ihrem Licht füllte. Der Tanz der Amenouzume gilt als erster Kagura-Tanz (Aufführung uralter Tänze und Musik im Shintō).

### Himiko
Als erste bekannte Schamanin Japans gilt die in den Wei Zhi Chroniken (189 bis 280 n. Chr.) erwähnte halblegendäre Himiko, die Herrscherin über das Reich Yamatai gewesen sein soll. Über sie wird berichtet, dass sie zurückgezogen lebte, nie geheiratet hat und vermittelt über ihren Bruder das Land regierte. Sie soll mit Göttern und Geistern kommuniziert haben und ist ebenfalls in den Werken Kojiki und Nihonshoki erwähnt.

## Verhältnis zum Shintoismus
In der Regel steht Schamanismus im Gegensatz zur institutionalisierten Religion und kommt meist in den Gesellschaften vor, wo die Institutionalisierung gering oder nicht vorhanden ist. Der Schamane ist oft Einzelkämpfer, der seinem eigenen Weg oder dem Weg seines Schutzgeistes folgt, was institutionalisierte Religionen selten tolerieren.
Shintoismus und Schamanismus basieren jedoch auf den gleichen Elementen: Familien- bzw. Klangötter, Ekstase, Trance und Besessenheit durch den Schutzgeist. Individuen, die Ekstase praktizierten, waren oft Familienmitglieder der Schreinvorsteher, ihre Frauen und Töchter. Es gab also ursprünglich keinen Konflikt zwischen Schamanen und Priestern oder zwischen Religion und Familie, da sowohl Religion als auch Staat in ihrem Kern familienbasiert waren. Die Ekstase – das Kernelement des Schamanismus – wurde auf allen Ebenen der Gesellschaft praktiziert, vom Kaiserhof bis hin zu den kleinsten Schreinen. Als jedoch der Buddhismus 551 n. u. Z. nach Japan eingeführt wurde, begann der Wettkampf um Einfluss zwischen Buddhismus und einheimischen religiösen Traditionen, aus denen sich Shintoismus entwickelte. Im Unterschied zu diesen prä-shintoistischen Traditionen war Buddhismus nicht familienbasiert, und so tauchten in den Schreinen vermehrt auch Priester auf, die im Unterschied zu der Vergangenheit nicht der Familie angehörten, die den jeweiligen Schrein kontrollierte. Außerdem kam der Bedarf auf, die einheimische Religion zu stärken. 780 und 807 gab es Erlasse gegen die Ekstasepraxis außerhalb von Schreinen, wobei die Ekstase in den Schreinen für echt und die Ekstase außerhalb von Schreinen als unecht erklärt wurde. Jedoch wurde die Ekstase trotz dieser Verbote praktiziert, und der Kampf setzte sich fort bis 1873. 1873 (nach der Meiji-Restauration) wurde die Praxis der Ekstase nicht nur außerhalb von Schreinen, sondern selbst in den Schreinen verboten. So verschwand die Ekstase aus dem „offiziellen“ Shintoismus; die Ekstasepraxis außerhalb von Schreinen wurde in den Untergrund gedrängt.

## Schamanismus im Nordosten Japans
Die in der Vergangenheit sowie in den wissenschaftlichen Quellen verwendete Bezeichnung für Schamaninnen (miko) bezieht sich im heutigen Sprachgebrauch auf Assistentinnen der Priester in den Schreinen, die keine Ekstase praktizieren. Bei den Schamaninnen im Nordosten Japans unterscheidet man zwischen blinden und sehenden.
Die blinden Schamaninnen werden allgemein ogamisama genannt. Die regionalen Bezeichnungen sind itako in der Präfektur Aomori, ogamisama in der Präfektur Miyagi, onakama in der Präfektur Yamagata und waka in der Präfektur Fukushima. Die sehenden Schamaninnen heißen kamisama. Der funktionale Hauptunterschied zwischen den blinden und den sehenden Schamaninnen besteht darin, dass nur blinde Schamaninnen, die ogamisama, mit den Totengeistern arbeiten können.

### Itako
Laut einer Überlieferung soll es im Nordosten Japans wegen des kalten Klimas und der schlechten Ernährung mehr blinde Menschen als im Durchschnitt gegeben haben. Alle fünf bis zehn Jahre seien diese versammelt und hingerichtet worden. Auf der Suche nach einer nützlicheren Verwendung für diese Menschen habe ein Beamter eine blinde Frau, die als itako ausgebildet war, in seinen Garten gerufen und sie angewiesen, ihm die Umgebung zu beschreiben. Richtigerweise antwortete sie, dass im Garten eine Kiefer war und unter der Kiefer eine Laterne. So habe die Gesellschaft begonnen, die Fähigkeiten der Blinden zu nutzen.

### Werdegang und Initiation beiogamisama(blinden Schamaninnen)
Die Karriere einer ogamisama beginnt meistens mit einer Krankheit: Es handelt sich dabei um Verlust des Sehvermögens in der Kindheit oder um eine Krankheit, die zur Blindheit führt (vorschamanische Zeit). Die erkrankte Person wird – oft von ihren Verwandten auf Anraten der Nachbarn – zu einer praktizierenden Schamanin mitgenommen und kann bei ihr die Ausbildung beginnen. Die Ausbildung, die meistens zwischen dem 10. und dem 20. Lebensjahr begonnen wird, dauert drei bis sieben Jahre; die angehende Schamanin (gyôja) bzw. ihre Familie muss die Kosten der Ausbildung tragen. Nach Abschluss der Ausbildung findet die Initiation (kamitsuke) statt. Während der Initiation muss der Besessenheitszustand eintreten und die Schamanin muss sagen, von welchem Geist sie besessen wurde; dieser wird dann zu ihrem Schutzgeist. Der Initiation geht eine Vorbereitungsphase vor, während der die angehende Schamanin fastet bzw. jeweils 7 Tage lang auf z. B. Salz, Feuer, Getreide verzichtet und dabei dreimal am Tag kalte Wasseraufgüsse machen muss. Die Vorbereitungsphase dauert meistens ca. 28 Tage und kann u. U. kürzer sein (z. B. wenn sie vor dem Einsetzen der Monatsblutungen stattfindet). Bei der Initiation trägt die Schamanin weiße Kleidung wie bei der Beerdigungszeremonie und sitzt bei ihrer Ausbilderin auf dem Schoss, die sie umarmt. Dies soll symbolisieren, dass die gyôja bei ihrer Initiation eine Wandlung von einer Toten zum Embryo durchläuft und anschließend wiedergeboren wird.
Nach der Initiation leistet die gyôja ihrer Ausbilderin kostenlos Dienste und lernt zwei oder drei weitere Jahre. Dann beginnt die Schamanin meist ein unabhängiges Geschäft.

### Werdegang und Initiation beikamisama(sehenden Schamaninnen)
Bei den sehenden Schamaninnen, den kamisama, gibt es kein Initiationsritual als solches. Typischerweise entscheiden sie sich für den Weg als kamisama nach ihrem 30. Lebensjahr. Dieser Entscheidung geht in der Regel eine psychosomatische Krankheit oder Familienprobleme vor, die weder von den Ärzten noch von den Schamanen geheilt oder beseitigt werden können; dies führt dazu, dass die Person immer gläubiger wird und immer mehr Zeit ihrem Dienst an Buddha und an den Geistern widmet. Kamitsuke (Besessenheit durch einen Geist) tritt meist spontan ein. Da die Krankheit und psychisches Ungleichgewicht fortbestehen, geraten die angehenden kamisama meist in soziale Isolation. Anschließend nutzen sie eine Gelegenheit, um ihre Fähigkeiten zu beweisen, indem sie z. B. eine Krankheit heilen, verlorengegangenen Gegenstand wiederfinden oder eine zutreffende Prophezeiung machen. Dann spricht sich die Nachricht, dass die Person den Weg der Kamis geht, in der Umgebung herum, und die angehende Schamanin und ihr Geschäft werden nach einiger Zeit von der lokalen Gemeinschaft akzeptiert, bis sie schließlich als kamisama bezeichnet wird.

### Entstehungstheorie
Eine Theorie zur Entstehung des japanischen Schamanismus bringt ihn mit dem Tiergeisterglauben in Verbindung: In der Vergangenheit wurde geglaubt, dass einige Familien von einem bestimmten Tiergeist besessen sind (z. B. Fuchs, Hund). Andere Familien fürchteten die Tiergeisterfamilien und mieden sie, auch wegen der Vorstellung, dass die Familie einer Person, die in eine solche Familie einheiratet, von dem gleichen Tiergeist besessen wird. Aus diesem Grunde heirateten die Mitglieder der Tiergeisterfamilien meistens nur untereinander; in ihren geschlossenen Kreisen wurde ebenfalls Schamanismus bzw. Ekstase praktiziert.

## Schamanismus im Süden Japans (Okinawa, Amami, Ryukyu)
Die Schamanen auf Okinawa und Amami werden allgemein als yuta bezeichnet und sind meist weiblich. Männliche Schamanen werden als „frauenhafte Männer“ bezeichnet und haben immer einen körperlichen Mangel (fehlende Extremität; blind o. ä.).
Die Bezeichnung yuta geht auf das Wort für „schütteln“ zurück: die Schamanin schüttelt während der Ausführung des Rituals.
Je nach Spezialisierung werden auch andere Begriffe wie shinma (Medium), yuudatsi (Person, die mit dem Toten vor Ablauf der 49 Tage nach dem Tod kommunizieren kann), kankakarya („vom Gott besessen“) verwendet.
Die yuta praktizieren privat und werden für ihre Dienste bezahlt.

### Funktionen
Die Hauptaufgabe der yuta liegt darin, die Ursache eines Unglücks/Missstandes (z. B. Verlust der Seele, Rache einer Gottheit oder eines Tieres; Eifersucht, Neid) zu bestimmen und zu beseitigen.
Auf diese Weise können yuta z. B. Krankheiten heilen. Außerdem können sie Träume deuten, Zukunft, Kompatibilität mit dem Partner oder auch Insolvenz vorhersagen. Wie andere Schamanen können auch yuta mit den Seelen der Toten kommunizieren und ihre Botschaften weitergeben. Dabei tun manche yuta so, als würden sie mit einer Empfangsperson des Verstorbenen am Telefon sprechen: auf diese Weise wird der Kunde sehr direkt in die Kommunikation eingebunden. Yuta beraten bezüglich Orientierung des Hauses und helfen dabei, die Ausrichtung auszuwählen, die den Bewohnern am wahrscheinlichsten Glück bringen wird. Oft werden yuta in den ersten Tagen des Neujahres von den Menschen nach Hause eingeladen – dies soll Glück für das neue Jahr bringen. Auf Okinawa wird geglaubt, dass dem Unglück oder der Krankheit der Verlust der Seele (mabui) zugrunde liegen kann. Die Seele kann sehr leicht verloren gehen, auch z. B. wenn man niest oder erkrankt. Ursache der Krankheit kann auch Rache (tatari) seitens einer Gottheit oder eines Tieres sein, wenn man diesen etwas zuleide getan hat. Wenn letzteres der Fall ist, dann empfiehlt die Schamanin, mar-gam (den Schützergott) zu ehren. Dies ist immer Aufgabe der Frauen. Andere Ursachen des Unglücks können die in Vergessenheit geratenen Geister der Vorfahren sein; dies ist z. B. der Fall, wenn die Person vom gleichen Leiden oder Elend wie sein Vorfahren geplagt wird. Es kann ebenfalls vorkommen, dass das Leiden auf ein vergessenes Vorfahren zurückzuführen ist, wenn etwa ein solches weit von zuhause gestorben ist, und sein „verlassener und vergessener“ Geist fern von zuhause leidet. Yuta kann in der Regel das Vorhandensein eines solchen Vorfahrens feststellen und die negative Verbindung zwischen ihm und dem Kunden /der zu behandelnden Person trennen.
Auch Eifersucht und Neid können Krankheiten auslösen. Dann wird der Mensch vom Rachegeist besessen. Die yuta muss diesen entfernen, allerdings ist dabei Vorsicht geboten: Sie darf dabei nicht gewaltsam vorgehen, sondern muss dem Rachegeist Höflichkeit, Respekt und Mitgefühl entgegenbringen und so bewirken, dass der Geist den Menschen loslässt.

### Werdegang
Zu yuta kann eine Person werden, die über „hohe geistige Kraft“ (saadaka umari) bzw. Vorbestimmung verfügt. Ist man der vorhandenen Vorbestimmung nicht bewusst, so greifen die Götter zur „Vorwarnung“ (shikashi). Diese äußert sich im krankhaften Zustand, der mit Halluzinationen, Müdigkeit und Appetitverlust einhergeht. Die Betroffene wendet sich gegebenenfalls an eine praktizierenden Schamanin, die das Vorhandensein von saadaka umari bestimmt. Versucht man, die Erfüllung seiner Bestimmung herauszuzögern, kommt es zu kami daari („heiliger Verfluchung“). Dies ist ein äußerst krankhafter Zustand, der sich in andauernden Kopfschmerzen, Gliederkrämpfen, Halluzinationen usw. äußert. Die Verwandten machen dann die Person darauf aufmerksam, dass sie evtl. außerwählt ist. Eine praktizierende Schamanin kann dies bestätigen und ggfs. Ratschläge bzgl. Gebet usw. geben.
Hat sich die Person einmal für den Dienst an den Geistern entschieden, muss sie den chizi, ihren Geist, finden. Hierzu besucht sie viele heilige Orte und holt sich Rat bei älteren Schamaninnen. Diese beraten sie u. a. bezüglich ihrer Träume, die eine besondere Bedeutung haben können.

### Ritual
Viele gehen zu yuta mit ihrer ganzen Familie. Meist spricht mit der Schamanin die älteste Frau der Familie. Yuta hat viele sakrale Gegenstände auf ihrem Altar: Figuren, Bilder, Kristallkugeln, Dufttöpfchen und Amulette aus verschiedenen Tempeln und Schreinen. Sie trägt einfache, meist weiße Kleidung. In der Regel fängt das Ritual mit Duftrauch an. Dann fragt die Schamanin nach den personenbezogenen Daten aller Familienmitglieder, einschließlich Geburtsjahr, und hält diese, insbesondere Namenskanjis und Adressen, auf dem Papier fest. Dann sagt sie „utooto“ und wiederholt die Personendaten. Oft summt sie dabei vor sich hin und nimmt eine Prise Reis in die Hand. Dann zählt sie die Reiskörner: Von ihrer Zahl hängt ab, ob die Antwort positiv oder negativ ist. Sodann singt sie weiter und zählt den Reis zwölfmal oder mehr.
Während des Rituals ändert sich die Stimme der yuta leicht, je nachdem, ob sie ihr Gebet fortsetzt oder die von einer Gottheit oder einem Vorfahren erhaltene Information wiedergibt. Auf ihrem Tisch liegt eine Art Gebetbuch. Sie sagt dem Kunden, welche Gebete und wann zu lesen sind. Am Ende des Rituals wird das Datum genannt, an dem der Tempel oder der Grab gemeinsam besucht werden sollen.

### Verfolgung
Aus dem späteren 17. und frühen 18. Jahrhundert sind Gerichtsurteile erhalten, in denen Mordfälle auf yutas Zauber zurückgeführt wurden. Die yutas wurden dann zum Tode verurteilt oder verbannt. In der ersten Hälfte des 20. Jahrhunderts wurden die Okinawa-Schamanen beschuldigt „nicht gebildete Volksmassen in die Irre zu führen“, Gesellschaftsmoral zu gefährden und grundlose Gerüchte zu verbreiten sowie Ware und Geld gesetzeswidrig zu erlangen. Die yuta wurden einerseits als Aberglaube verfolgt, andererseits weil sie mit dem verstaatlichten Shintoismus in Japan konkurrierten und die „geistige Einheit der Nation“ somit gefährden würden.

## Ainu-Schamanismus (Hokkaido)
In der Vergangenheit waren die Schamanen auf Hokkaido sowohl männlich als auch weiblich. Sie waren für Zeremonien und zahlreiche Feste im Laufe des Jahres zuständig. Einige männliche Schamanen hatten politische Macht und führten auch Truppen in den Krieg. Im Laufe der Zeit entwickelte sich eine geschlechtsspezifische Arbeitsteilung: die männlichen Schamanen waren für Zeremonien und Opfergaben und weibliche für praktische Aufgaben und Arbeit mit den Geistern zuständig. Sie konnten mit ihren Ritualen und traditionellen Heilmitteln Krankheiten heilen, spielten Götter in Dramen und machten Prophezeiungen im Zustand der Besessenheit. Außerdem waren Schamanen Geschichtenerzähler: Früher war jeder Schamane Dichter. Dichtung, die im Zustand der Besessenheit produziert wurde, hieß tusu sinotca.
Später wird Schamanismus von weiblichen Heilerinnen und Medien dominiert. Die meisten Schamaninnen fungieren als Medium im veränderten Bewusstseinszustand, der durch passive Besessenheit durch Geister herbeigeführt wird.

### Formen des Schamanismus
Je nach Fähigkeiten werden auch hier für Schamanen unterschiedliche Bezeichnungen verwendet. Allgemein wird eine Person, die von Geistern besessen und als Medium fungieren kann, als tuskur bezeichnet. Die Schamanen mit der Fähigkeit des Hellsehens werden als u-e-inkar (dies ist auch die Schlüsseleigenschaft eines schamanischen Heilers), diejenigen, die mit Zaubersprüchen arbeiten, als u-e-potar bezeichnet; daneben kennt man tek-e-inu („heilende Hand“) und imu (spontan auftretender Trancezustand). Schamanische Heiler werden als u-e-inkarkur bezeichnet.
Außerdem gibt es noch schamanische Hebammen, i-ko-inkar-kur. Diese sind keine Schamanen im eigentlichen Sinne, jedoch haben sie bei der Erhaltung der spirituellen und medizinisch-physiologischen Weisheit, Traditionen und Kenntnissen der Ainus eine Schlüsselrolle gespielt.

### Werdegang
Um zum Schamanen zu werden, ist bei den Ainus eine Kombination aus Ausbildung, natürlichem Talent und individuellem Willen Voraussetzung. In der Theorie konnte jeder zum Schamanen werden, doch in der Praxis spielte die Familie bei der Weitergabe von Fertigkeiten und Kenntnissen eine Schlüsselrolle. Die Ausbildung ist ein stetiger Prozess, bei dem der angehende Schamane sich die erforderlichen Kenntnisse und Fertigkeiten nach und nach einzeln aneignet. Es kann sowohl am Anfang der Karriere als auch zu einem späteren Zeitpunkt zu einer geistigen Krankheit kommen; diese soll auf jeden Fall schamanische Fähigkeiten verbessern. Die Initiation fand traditionell statt, indem ältere männliche Verwandte Gebete vortrugen; dies kann jedoch mehr als einmal im Leben des Schamanen stattfinden. Heute übernehmen oft weibliche Schamanen selbst die Initiation, da nur wenige Männer heute dazu in der Lage sind.

### Attribute
In ihren Ritualen verwenden die Ainu-Schamanen Maultrommel mukkuri, das Saiteninstrument tonkori und Trommel kaco (heute jedoch nur noch auf Sachalin erhalten). Früher trugen die Schamanen auch ein sakrales Kostüm, welches aus dem sakralen Kleid, sakralem Hut und sakralen Handschuhen bestand. Heute tragen die Schamaninnen einen Spiegel und eine große Perlenkette. Weiterhin kommen Sake, Gebetsstab (iku-pasui), tuki (sake-Schüssel), inaw (gespante Weidenholzstäbe), Tabak und Feuer zur Anwendung.

### Ikoinkarkur (schamanische Hebammen)
Genauso wie die Schamanen, war auch die Tätigkeit der Hebamme bei den Ainus eine gemeinnützige Tätigkeit. Die schamanischen Hebammen wurden von der Gemeinschaft unterstützt. Mit Abbau der gemeinschaftlichen Einheit hat sich ihre wirtschaftliche Lage verschlechtert. Ikoinkarkur wachsen manchmal in den Hebammenfamilien auf und lernen die notwendigen Fertigkeiten oft von der Mutter, da sie schon früh den Entbindungen beiwohnen können. In ihren Ritualen nutzen ikoinkarkur Würmer, getrocknete Pflanzenwurzeln, Baumrinde, aber auch Tierblut und -herzen sowie Steine.
Ein besonderes Ritual wird eingesetzt, um die Milchproduktion einer stillenden Frau zu fördern: die Hebamme geht auf einen Berg und „holt die Seele einer weißen Birke“. Nach der Ausführung eines Rituals wird von einer weißen Birke die Rinde abgeschabt; diese wird dann bei der Patientin im Wasser gekocht und verabreicht. Der Baum selbst stirbt danach, „weil seine Seele dem Menschen geopfert wurde“. Gegen Menstruationsprobleme werden verbrannte Karotten und Hirschzungen eingesetzt.